# 샤넬
샤넬(Chanel)은 파리에서 코코 샤넬이 1910년에 설립한 프랑스의 럭셔리 패션 하우스이다. 지주회사인 샤넬 리미티드를 통해 프랑스 형제인 알랭과 제라르 베르트하이머가 개인 소유하고 있으며, 이 회사는 2018년에 설립되어 런던에 본사를 두고 있다.
샤넬은 여성 프레타포르테, 럭셔리 제품, 액세서리를 전문으로 하며, 룩소티카에 안경류에 대한 이름 및 브랜드 사용권을 허가한다. 샤넬은 넘버5 향수와 "샤넬 슈트"로 잘 알려져 있다. 샤넬은 여성들에게 여전히 매력적이지만 더욱 기능적인 의상으로 코르셋과 같은 구조화된 실루엣을 대체함으로써 오트쿠튀르와 프레타포르테를 혁신한 것으로 평가받는다.

## 역사

### 코코 샤넬 시대
설립 및 인정 (1909–1920년대)
샤넬 하우스는 1909년 가브리엘 샤넬이 그녀의 정부이자 사교계 명사이자 직물 사업가인 에티엔 발상의 파리 아파트 1층, 160 말제르브 대로에 모자 가게를 열면서 시작되었다. 발상의 아파트는 프랑스의 살롱이기도 했었기 때문이다.
이로 인해 코코 샤넬은 자신이 디자인하고 만든 모자를 그들에게 팔 수 있었고, 발상으로부터 독립적인 생계를 꾸릴 수 있었다. 이 살롱들을 통해 코코 샤넬은 에티엔 발상의 친구인 영국의 사교계 명사이자 폴로 선수인 보이 카펠과 친구가 되었으며, 상류층 사교 관습에 따라 샤넬은 보이 카펠의 정부가 되기도 했다. 1910년, 보이 카펠은 파리 캄봉가 31번지에 그녀의 첫 독립 모자 가게인 샤넬 모드를 개업하는 데 자금을 지원했다. 그 장소에 이미 옷 가게가 있었기 때문에, 사업 임대 계약은 샤넬이 오트쿠튀르가 아닌 모자 제품만 판매하도록 제한했다. 2년 후 1913년, 코코 샤넬의 도빌과 비아리츠 오트쿠튀르 매장은 여성용 프레타포르테 스포츠 의류를 판매하기 시작했으며, 그 실용적인 디자인은 착용자가 스포츠를 할 수 있도록 했다.
제1차 세계 대전 (1914–1918)은 재료 부족과 여성 동원으로 유럽 패션에 영향을 미쳤다. 그 무렵 샤넬은 파리 리츠 호텔 근처 캄봉가 31번지에 큰 옷 가게를 열었다. 판매되는 옷 중에는 플란넬 블레이저스, 아마포 소재의 일자형 스커트, 세일러 블라우스, 저지 소재의 긴 스웨터스, 그리고 스커트-재킷 슈트가 있었다.
코코 샤넬은 저지 천이 옷감으로서의 물리적 특성, 예를 들어 옷감이 여성의 몸에 떨어지는 모양과 단순한 옷 디자인에 얼마나 잘 적응하는지 때문에 사용했다. 의상적으로 샤넬의 일부 디자인은 전쟁으로 인해 널리 퍼진 군복에서 파생되었으며, 1915년까지 샤넬 하우스에서 생산된 디자인과 옷은 프랑스 전역에 알려졌다. 1915년, 샤넬은 프랑스 비아리츠에 첫 오트쿠튀르 하우스를 열었다. 그녀는 300명의 직원을 두었으며 첫 오트쿠튀르 라인을 디자인하기도 했다.
1915년과 1917년에 하퍼스 바자 잡지는 라 메종 샤넬의 의류가 유럽 의류 공장의 "모든 구매자 목록에 올라 있다"고 보도했다. 캄봉가 31번지의 샤넬 옷 가게는 단순한 디자인의 데이웨어 드레스-코트 앙상블과 레이스로 장식된 검은색 이브닝 드레스, 그리고 아제트라는 작은 보석 재료로 장식된 튤 소재 드레스를 선보였다.

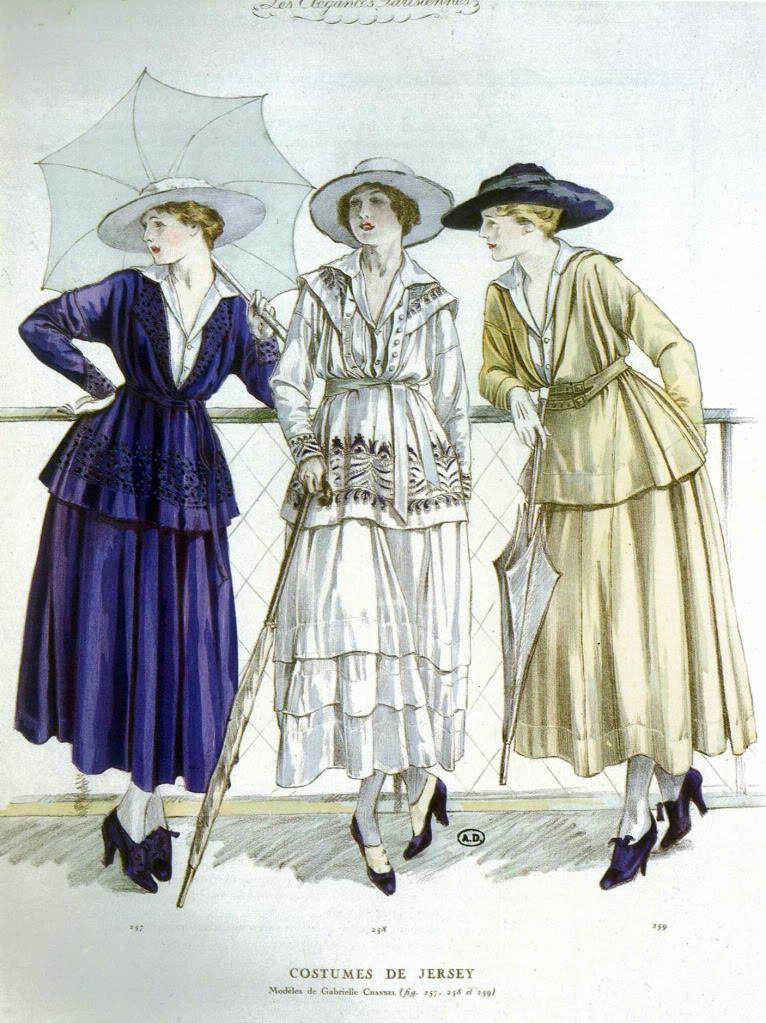
1917년 벨트가 달린 튜닉 재킷과 전체 저지 스커트로 구성된 샤넬 데이웨어 차림의 세 여인 삽화

제1차 세계 대전 이후, 라 메종 샤넬은 1920년대 패션 트렌드를 따라 플래퍼 여성들에게 인기를 끌었던 비즈 드레스를 생산했다. 샤넬 꾸뛰르가 유행시킨 단순한 라인의 '납작한 가슴' 패션은 19세기 후반의 모래시계형 몸매 패션 – 프랑스의 벨 에포크 ( 1890c.–1914)와 영국의 에드워드 시대 ( 1901c.–1919) – 와는 반대였다. 샤넬은 회색과 네이비 블루와 같이 유럽에서 전통적으로 남성성과 연관된 색상을 사용하여 여성의 대담함을 표현했다. 샤넬 의류는 종종 퀼팅 원단과 가죽 트리밍을 특징으로 했다. 퀼팅 구조는 원단, 디자인, 마감을 강화하여 옷이 착용 시 형태와 기능을 유지할 수 있도록 했다. 예로는 울 샤넬 슈트 – 무릎 길이의 스커트와 카디건 스타일 재킷으로, 검은색 자수와 금색 단추로 장식되었으며, 종종 투톤 펌프스 슈즈, 진주 목걸이, 가죽 핸드백과 함께 액세서리로 착용되었다.
1921년, 샤넬 의류 라인을 보완하기 위해 코코 샤넬은 조향사 어네스트 보에게 라 메종 샤넬을 위한 향수를 만들도록 의뢰했다. 그의 향수 중에는 샤넬이 가장 마음에 들어 한 샘플 번호의 이름을 딴 넘버5 향수가 있었다. 원래 고객들에게 선물로 주어졌던 넘버5의 인기는 라 메종 샤넬이 1922년에 이 향수를 판매하도록 이끌었다.
1923년, 코코 샤넬은 자신의 옷 성공을 설명하기 위해 하퍼스 바자 잡지에 디자인 "단순함이 모든 진정한 우아함의 핵심"이라고 말했다.
사업 파트너 (1920년대 후반)
넘버5의 성공은 코코 샤넬이 프랑스와 유럽을 넘어 향수 판매를 확장하고 다른 향수를 개발하도록 고무시켰다. 이를 위해 그녀는 투자 자본, 사업 감각, 그리고 북미 시장 접근이 필요했다. 그 목적을 위해 사업가 테오필 바더 (갤러리 라파예트의 설립자)는 벤처 캐피털 투자자 피에르 베르트하이머를 코코 샤넬에게 소개했다. 그들의 사업 거래는 베르트하이머가 70%, 바더가 20%, 샤넬이 10%를 소유하는 파르퓸 샤넬 회사를 설립했다. 이 합작 투자의 상업적 성공은 샤넬의 이름과 코코 샤넬의 단독 사업 영역으로 남아있던 "라 메종 샤넬"의 명성으로 보장되었다.
그럼에도 불구하고, 샤넬 꾸뛰르와 향수 사업의 성공에도 불구하고 코코와 그녀의 자본가 파트너 사이의 개인적인 관계는 악화되었다. 코코는 피에르 베르트하이머가 패션 디자이너이자 사업가로서의 자신의 재능을 착취하고 있다고 말했다. 베르트하이머는 샤넬에게 자신이 그녀를 매우 부유한 여성으로 만들었으며, 자신의 벤처 자본이 넘버5 드 샤넬의 성공으로 그들이 누리는 부를 창출한 향수 사업의 생산적 확장을 자금 지원했다고 상기시켰다.
그럼에도 불구하고 불만족스러웠던 사업가 가브리엘 샤넬은 1924년에 파르퓸 샤넬 회사와 체결했던 10%의 파트너십을 재협상하기 위해 변호사 르네 드 샹브룅을 고용했다. 변호사들 간의 협상은 실패했고, 파트너십 비율은 베르트하이머, 바델, 샤넬 간의 원래 사업 거래에서 정해진 대로 유지되었다.
전쟁 (1930년대–1940년대)
1920년대의 갸민 패션에서 코코 샤넬은 1930년대의 여성스러운 패션으로 발전했다. 이브닝 드레스 디자인은 길쭉한 여성스러운 스타일이 특징이었고, 여름 드레스는 은색 아일렛과 라인스톤으로 장식된 어깨끈과 같은 대비를 특징으로 했다. 이는 르네상스 시대의 패션 스타일링에서 영감을 얻은 것이었다. 1932년, 샤넬은 패션 액세서리로서 다이아몬드를 주제로 한 보석 전시회를 열었다. 이 전시회에는 혜성(Comet)과 분수(Fountain) 다이아몬드 목걸이가 포함되었는데, 그 디자인이 너무나 독창적이어서 샤넬 S.A.는 1993년에 이들을 다시 선보였다. 더욱이, 1937년까지 샤넬 하우스는 의류 범위를 더 많은 여성으로 확장하고, 몸집이 작은 여성을 위해 디자인되고 재단된 프레타포르테 의류를 선보였다. 패션 디자이너 중 엘사 스키아파렐리가 만든 옷만이 샤넬의 옷과 경쟁할 수 있었다.

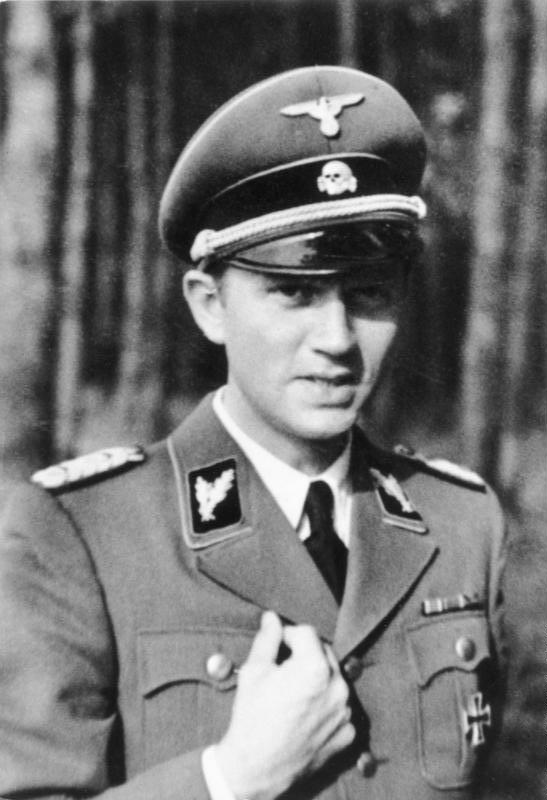
SS전국지도자 보안국장 발터 셸렌베르크 장군

제2차 세계 대전 (1939–45) 동안 코코 샤넬은 메종 샤넬의 매장을 폐쇄하고 보석과 향수만 판매하게 했으며, 자신의 남자친구인 나치 정보 장교 한스 귄터 폰 딘클라게와 함께 살던 호텔 리츠 파리로 이사했다. 1940년 6월 프랑스를 정복한 후 나치는 루브르 박물관 맞은편 리볼리로에 있는 호텔 뫼리스에 파리 점령 본부를 설치했는데, 이는 캄봉가 31번지에 있는 패션 하우스 샤넬 S.A. 바로 모퉁이에 있었다.
한편, 나치 점령군의 공식적인 반유대주의 때문에 피에르 베르트하이머와 그의 가족은 1940년 중반 프랑스를 떠나 미국으로 도피했다. 이후 1941년 코코 샤넬은 파르퓸 샤넬의 사업 지배권을 차지하려 했으나, 그녀의 향수 단독 처분을 불허하는 행정 위임에 의해 좌절되었다. 피에르 베르트하이머는 나치의 프랑스 내 유대인 사업 및 자산 압수 및 몰수 정책을 미리 예측하고, 1940년 5월, 기독교 프랑스 산업가 펠릭스 아미오를 "아리아인" 대리인으로 지정하여 파르퓸 샤넬 사업에 대한 법적 통제가 나치에게 정치적으로 용인되도록 했고, 나치는 이 향수 회사가 계속 운영되도록 허용했다.
점령된 프랑스에서는 코코 샤넬이 나치 협력자라는 소문이 무성했다. 그녀의 비밀 신분은 해외방첩청의 비밀 요원 7124번, 코드명 "웨스트민스터"였다. 이에 따라 발터 셸렌베르크 장군의 명령으로 샤넬은 SS전국지도자 하인리히 힘러가 소련군에 항복하는 것을 피하기 위해 제안한 "별도 평화" 계획의 세부 사항을 영국 총리 윈스턴 처칠에게 전달하는 임무를 위해 런던으로 파견되었다.
전쟁이 끝나고 연합군이 프랑스를 해방하자 샤넬은 나치와 협력했다는 이유로 체포되었다. 1944년 9월, 자유 프랑스 숙청위원회인 에퓨라시옹은 샤넬을 소환하여 그녀의 협력주의에 대해 심문했지만, 그녀가 나치와 협력했다는 문서 증거나 증인이 없었고, 처칠의 비밀 중재로 인해 에퓨라시옹은 코코 샤넬을 프랑스에 대한 반역자 혐의에서 풀어주었다. 처칠의 정치적 은혜로 풀려났음에도 불구하고 샤넬의 나치 협력설의 강도로 인해 그녀는 프랑스에 머물 수 없었고, 코코 샤넬과 그녀의 독일인 연인 한스 귄터 폰 딘클라게는 8년간 스위스로 망명했다.
전후 시대, 코코 샤넬이 스위스에서 프랑스로 망명하는 동안 피에르 베르트하이머는 파리로 돌아와 자신의 가족 사업 지분(자신의 벤처 캐피털로 설립되었고 샤넬 이름 덕분에 성공한 파르퓸 샤넬에 대한 통제 포함)에 대한 공식적인 행정 통제권을 되찾았다.
스위스에서 이 소식은 코코 샤넬이 자신의 사업 파트너에게 겨우 10%의 돈으로 착취당했다는 분노를 다시 불러일으켰다. 그래서 그녀는 자신의 "샤넬 향수"를 만들고 생산하고 판매하기 위해 경쟁적인 스위스 향수 회사를 설립했다. 이에 대해 파르퓸 샤넬의 대주주인 베르트하이머는 샤넬 이름에 대한 법적으로 독점적인 권리를 가지고 있지 않았기 때문에 자신의 사업 이익이 위협받고 상업적 권리가 침해당한다고 보았다. 그럼에도 불구하고 베르트하이머는 코코 샤넬에 대한 상표권 침해 소송을 피했는데, 이는 자신의 샤넬 브랜드 향수 회사의 상업적 명성과 예술적 신뢰성에 손상을 입힐까 우려했기 때문이다.
피에르 베르트하이머는 샤넬과의 사업 및 상업적 권리 분쟁을 해결했으며, 1947년 5월 파르퓸 샤넬을 설립한 1924년 계약을 재협상했다. 그녀는 현금 40만 달러(넘버5 드 샤넬 향수 판매로 인한 전시 이익)를 받았고, 넘버5 향수 판매액의 2.0%를 계속 지급받는 로열티를 받았으며, 스위스에서 자신의 "샤넬 향수"를 판매할 수 있는 제한적인 상업적 권리를 부여받았고, 모든 비용을 지불하는 영구적인 월간 생활비를 받았다. 그 대가로 가브리엘 샤넬은 자신의 스위스 향수 사업을 폐쇄하고 "코코 샤넬"이라는 이름에 대한 모든 권리를 파르퓸 샤넬에 팔았다.
부활 (1950년대–1970년대)

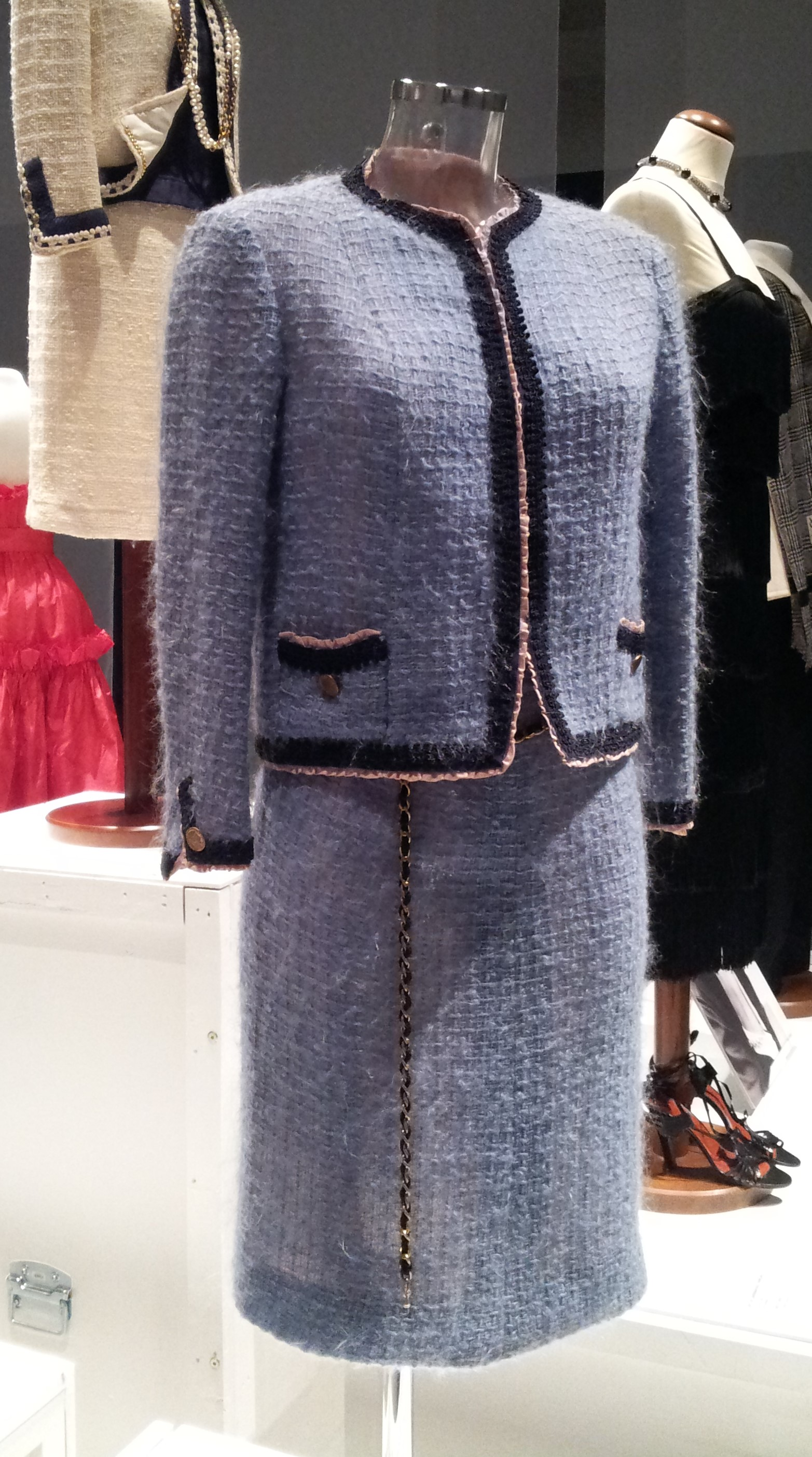
1965년 샤넬 슈트

1953년, 스위스에서 프랑스로 돌아온 코코 샤넬은 패션 업계가 크리스티앙 디오르의 "뉴 룩"(1947)에 매료되어 있음을 발견했다. 이 시그니처 형태는 종아리 중간 길이의 풍성한 스커트, 가는 허리, 그리고 큰 가슴(1912년 이후 사라졌던 스타일)을 특징으로 했다. 약 20야드의 천을 사용한 전후 패션으로서, 디오르 하우스의 오트쿠튀르는 전시 의복 직물 배급을 폐지했다.
1947년 – 6년간의 제2차 세계 대전 (1939–45)의 긴축 정책 이후 – 뉴 룩은 예쁜 옷 판매가 사업과 경제를 회복시킬 것이라는 이유로 서유럽 패션 업계에서 환영받았다.
오트쿠튀르, 프레타포르테, 코스튬 주얼리, 향수 분야에서 샤넬 하우스의 사업적 우위를 되찾는 것은 비용이 많이 들 것이었다. 그래서 샤넬은 피에르 베르트하이머에게 사업 조언과 자본을 요청했다. 코코 샤넬과 사업하기로 결정한 베르트하이머는 샤넬 하우스의 부활 자금 지원 협상을 통해 모든 샤넬 브랜드 제품에 대한 상업적 권리를 부여받았다.
1953년, 샤넬은 보석상 로베르 구센스와 협력했다. 그는 샤넬 하우스의 패션을 보완할 보석(비주테리 및 보석)을 디자인했는데, 특히 검은색 진주와 흰색 진주의 긴 목걸이는 뜨개질된 울 샤넬 슈트(스커트와 카디건 재킷)의 엄격한 디자인을 부드럽게 만드는 높은 대비를 이루었다.
샤넬 하우스는 또한 금색 체인 또는 금속-가죽 체인이 달린 가죽 핸드백을 선보였는데, 이는 핸드백을 어깨에 메거나 손에 들 수 있도록 했다. 퀼팅 가죽 핸드백은 1955년 2월 대중에게 공개되었다. 내부적으로는 그 핸드백 라인의 출시일인 "샤넬 2.55"의 숫자 버전이 그 퀼팅 가죽 핸드백 모델의 내부 "명칭"이 되었다.
이 회사의 남성용 향수 시장 첫 진출은 Pour Monsieur라는 오드투알레트였다. 샤넬과 그녀의 봄 컬렉션은 1957년 패션 어워드에서 패션 오스카를 수상했다. 피에르 베르트하이머는 바더의 파르퓸 샤넬 지분 20%를 매입하여 베르트하이머의 지분을 90%로 늘렸다.

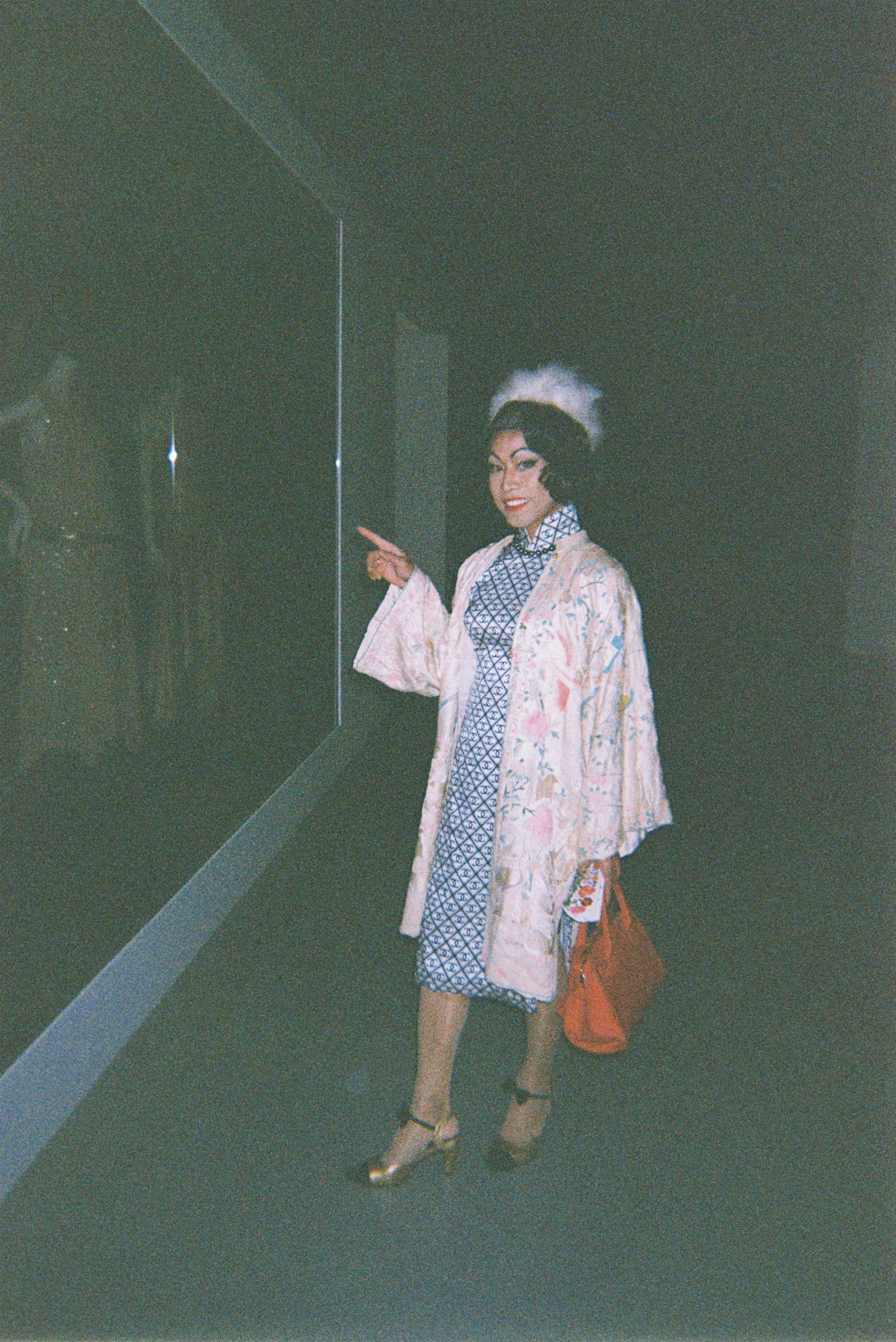
1950년대 샤넬 치파오에 동양식 로브와 깃털 모자를 쓴 여성

나중에 1965년, 피에르의 아들 자크 베르트하이머는 아버지의 향수 사업 경영을 맡았다. 피에르 베르트하이머와 코코 샤넬 사이의 과거 사업 관계에 대해 샤넬의 변호사 샹브룅은 "그녀의 잘못된 착취감에도 불구하고 사업가의 열정에 기반한 것… [그래서] 피에르가 (1956년 영국 더비에서 그의 말 중 한 마리가 우승한 후) 자부심과 흥분으로 가득 차 파리로 돌아왔을 때, 그는 축하와 칭찬을 기대하며 코코에게 달려갔다. 하지만 그녀는 그에게 키스하기를 거부했다. 보시다시피 그녀는 평생 그에게 분개했다."고 말했다.
코코 샤넬은 1971년 1월 10일, 87세의 나이로 사망했다. 그녀는 사망 당시에도 디자인을 계속하고 있었다. 예를 들어, (1966년–1969년) 기간에 그녀는 올림픽 에어웨이즈의 항공 승무원 유니폼을 디자인했으며, 그녀의 뒤를 이은 디자이너는 피에르 가르뎅이었다. 그 당시 올림픽 에어웨이즈는 운송 거물 애리스토틀 오나시스가 소유한 럭셔리 항공사였다. 그녀의 사망 후, 회사의 리더십은 이본 두델, 장 카조봉, 필리프 기부르제에게 넘어갔다. 현재까지 샤넬이 디자인한 가방은 빈티지 시장에서 여전히 매우 인기가 많다.
얼마 후, 자크 베르트하이머는 샤넬 하우스의 지배 지분을 인수했다. 비평가들은 그의 리더십 기간 동안 그가 말 사육에 더 관심이 많았기 때문에 회사에 큰 관심을 기울이지 않았다고 지적했다. 1974년, 샤넬 하우스는 코코 샤넬이 살아있을 때 디자인된 크리스탈 오드투알레트를 출시했다. 1978년에는 첫 비오트쿠튀르, 프레타포르테 라인과 액세서리의 전 세계적인 유통이 시작되었다.
자크 베르트하이머의 아들 알랭 베르트하이머는 1974년에 샤넬 S.A.의 통제권을 맡았다. 미국에서는 넘버5 드 샤넬의 판매가 부진했다. 알랭은 향수를 판매하는 매장 수를 18,000개에서 12,000개로 줄여 샤넬 넘버5의 판매를 재정비했다. 그는 향수를 약국 진열대에서 치우고 샤넬 화장품 광고에 수백만 달러를 투자했다. 이는 넘버5의 희소성과 독점성을 높여 수요 증가와 함께 판매가 급증하게 했다. 그는 마릴린 먼로부터 오드레 토투까지 유명인들을 향수 광고 모델로 기용했다. 브랜드를 새로운 차원으로 끌어올릴 디자이너를 찾던 그는 카를 라거펠트에게 끌로에 패션 하우스와의 계약을 끝내도록 설득했다. 샤넬은 수년에 걸쳐 G-Dragon, 제니, 앙젤, 휘트니 피크, 카롤린 드 메그레, 마거릿 퀄리, 빅토리아, 왕이보, 민지, 고윤정, 릴리로즈 뎁, 키이라 나이틀리, 크리스틴 스튜어트, 마리옹 코티야르, 니콜 키드먼, 페넬로페 크루스 등 유명 배우, 음악가 및 다른 예술가들과 파트너십을 맺고 홍보대사로 활동했다.

### 코코 사후 시대 (1980년대–현재)

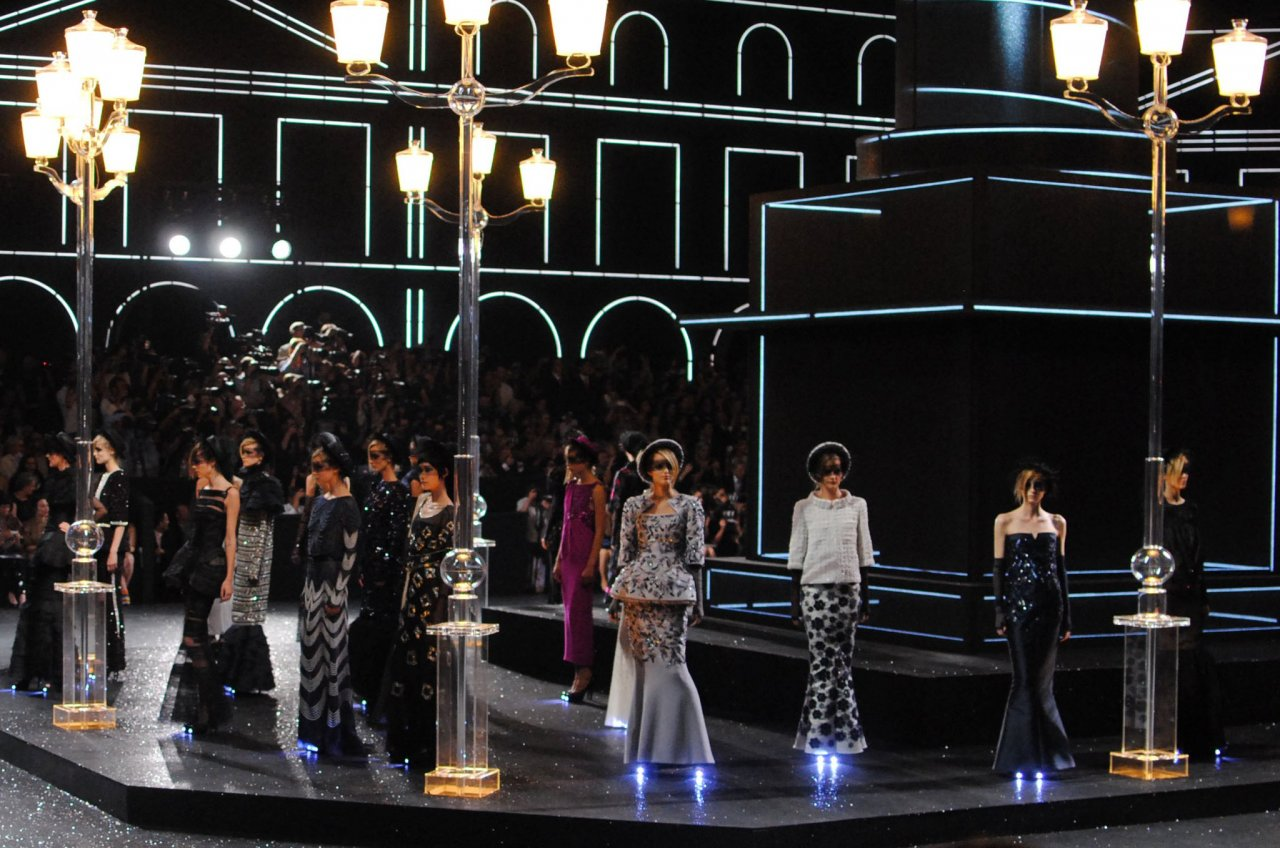
라거펠드의 샤넬 꾸뛰르: 2011–2012 가을/겨울 컬렉션

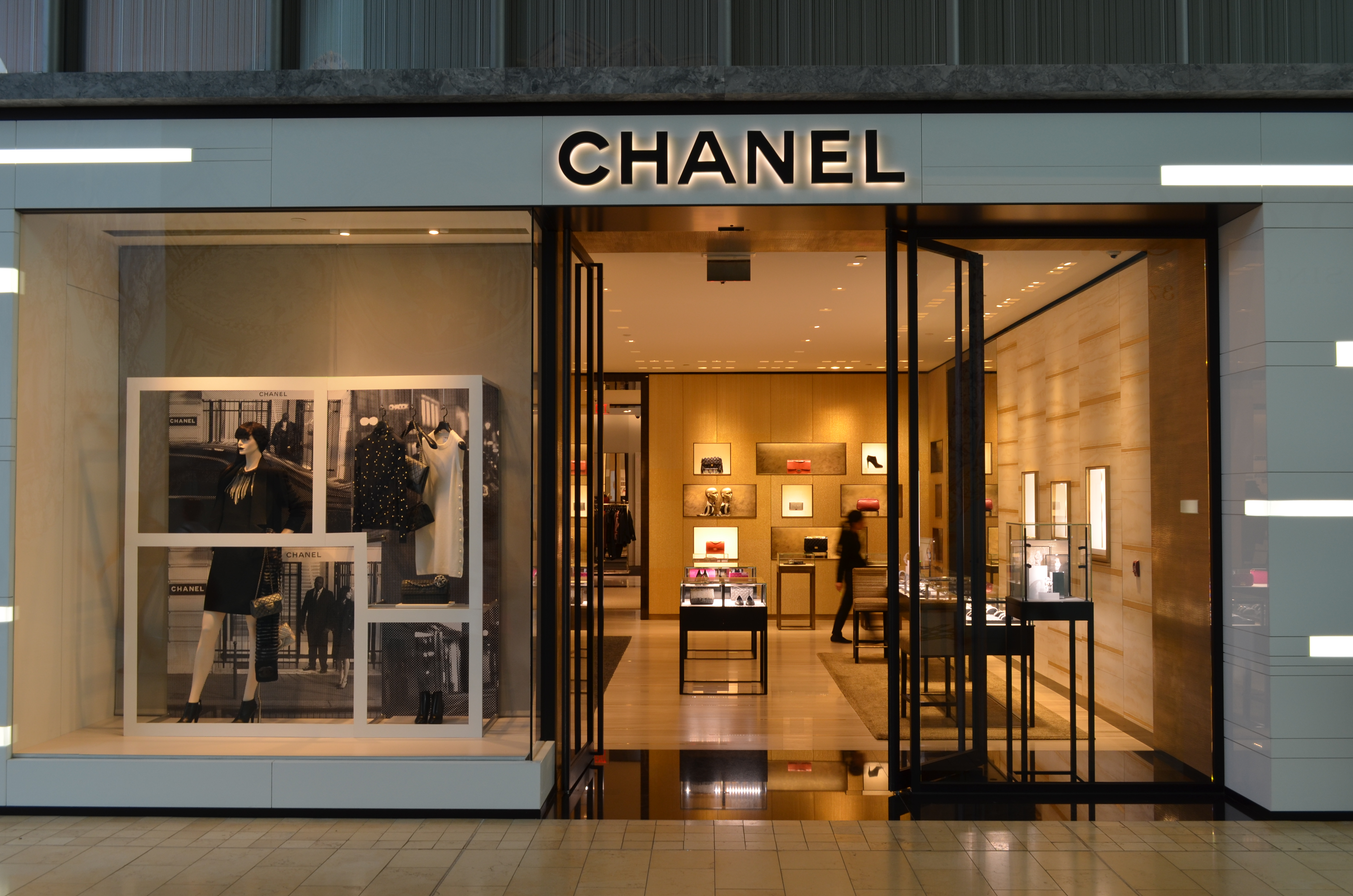
북미의 샤넬 매장

1981년, 샤넬은 남성용 오드투알레트인 안타이오스를 출시했다. 1983년 카를 라거펠트가 샤넬의 수석 디자이너로 취임했다. 샤넬처럼 그는 자신의 디자인에 영감을 얻기 위해 과거를 돌아보았다. 그는 트위드, 금색 악센트, 체인과 같은 샤넬의 원단과 디테일을 통합했다. 라거펠트는 샤넬의 특징적인 요소를 유지하면서도 브랜드를 현재로 가져오는 데 도움을 주었다. 이후 컬렉션에서 라거펠트는 샤넬의 숙녀스러운 분위기에서 벗어나 원단과 스타일을 실험하기 시작했다. 1980년대 동안 전 세계에 40개 이상의 샤넬 부티크가 문을 열었다. 1980년대 말까지 부티크에서는 온스당 US$200짜리 향수, US$225짜리 발레리나 슬리퍼부터 US$11,000짜리 드레스, US$2,000짜리 가죽 핸드백에 이르는 다양한 상품을 판매했다. 샤넬 화장품과 향수는 샤넬 매장에서만 유통되었다. 샤넬 마케터 장 횐은 회사의 접근 방식을 설명하며 "우리는 많은 경쟁사처럼 3분마다 새로운 향수를 출시하는 것이 아니라 10년에 한 번 새로운 향수를 출시합니다. 우리는 소비자를 혼란스럽게 하지 않습니다. 샤넬을 통해 사람들은 무엇을 기대할지 압니다. 그리고 모든 연령대에서 시장에 진입하고 나갈 때마다 우리에게 계속 돌아옵니다."라고 말했다. 1984년에는 창립자를 기리는 새로운 향수, 코코가 출시되었다. 1986년, 샤넬 하우스는 시계 제조업체들과 계약을 맺었고 1987년에는 첫 샤넬 시계가 공개되었다. 그 10년 말까지 알랭은 사무실을 뉴욕으로 옮겼다.
메종 드 샤넬은 베르트하이머 가문의 재산을 US$50억으로 늘렸다. 1990년대 초의 경기 침체로 판매가 감소했지만, 샤넬은 1990년대 중반까지 추가적인 부티크 확장을 통해 회복했다.
1994년, 샤넬은 프레타포르테 의류 판매로 €5억 7천만 유로에 해당하는 €6천 7백만 유로의 순이익을 기록했으며, 가장 수익성 높은 프랑스 패션 하우스였다.
1996년, 샤넬은 총기 제조사 홀랜드 & 홀랜드를 인수했지만, 회사를 재정비하려는 시도는 실패했다. 수영복 브랜드 Eres도 1996년에 인수됐다. 샤넬은 1996년에 알뤼르 향수를, 1998년에는 알뤼르 옴므를 출시했다. 샤넬 하우스는 1999년에 첫 스킨케어 라인인 프레시전을 출시했다. 같은 해, 샤넬은 여행 컬렉션을 출시했으며, 룩소티카와의 라이선스 계약을 통해 선글라스 및 안경테 라인을 선보였다.
베르트하이머가 회장으로 남아 있는 동안, 프랑수아즈 몽테네이가 CEO 겸 사장이 되었다. 2000년에는 샤넬의 첫 유니섹스 시계인 J12가 출시되었다. 2001년에는 시계 제조사 벨 & 로스가 인수되었다. 같은 해, 미국에서는 액세서리만 판매하는 샤넬 부티크가 문을 열었다. 샤넬은 런웨이 쇼의 일환으로 소량의 남성복을 선보였다.
2002년, 샤넬은 샹스 향수를 출시하고, 원래 1997년에 설립된 장인 제조를 지원하는 자회사인 파라페시옹(Paraffection)을 설립하여, 장식 및 단추 제작의 드루에스(Desrues), 깃털 제작의 르마리(Lemarié), 자수 제작의 르사주(Lesage), 신발 제작의 마사로(Massaro), 모자 제작의 미셸(Michel) 등 예술 공방들을 한데 모았다. 카를 라거펠트가 프레타포르테 컬렉션을 디자인했다.
2002년 7월, 매디슨가에 보석 및 시계 매장이 문을 열었다. 몇 달 안에, 1,000-제곱피트 (90 m2) 규모의 신발/핸드백 부티크가 옆에 문을 열었다. 샤넬은 미국에서 계속 확장하여 2002년 12월까지 25개의 미국 부티크를 운영했다.

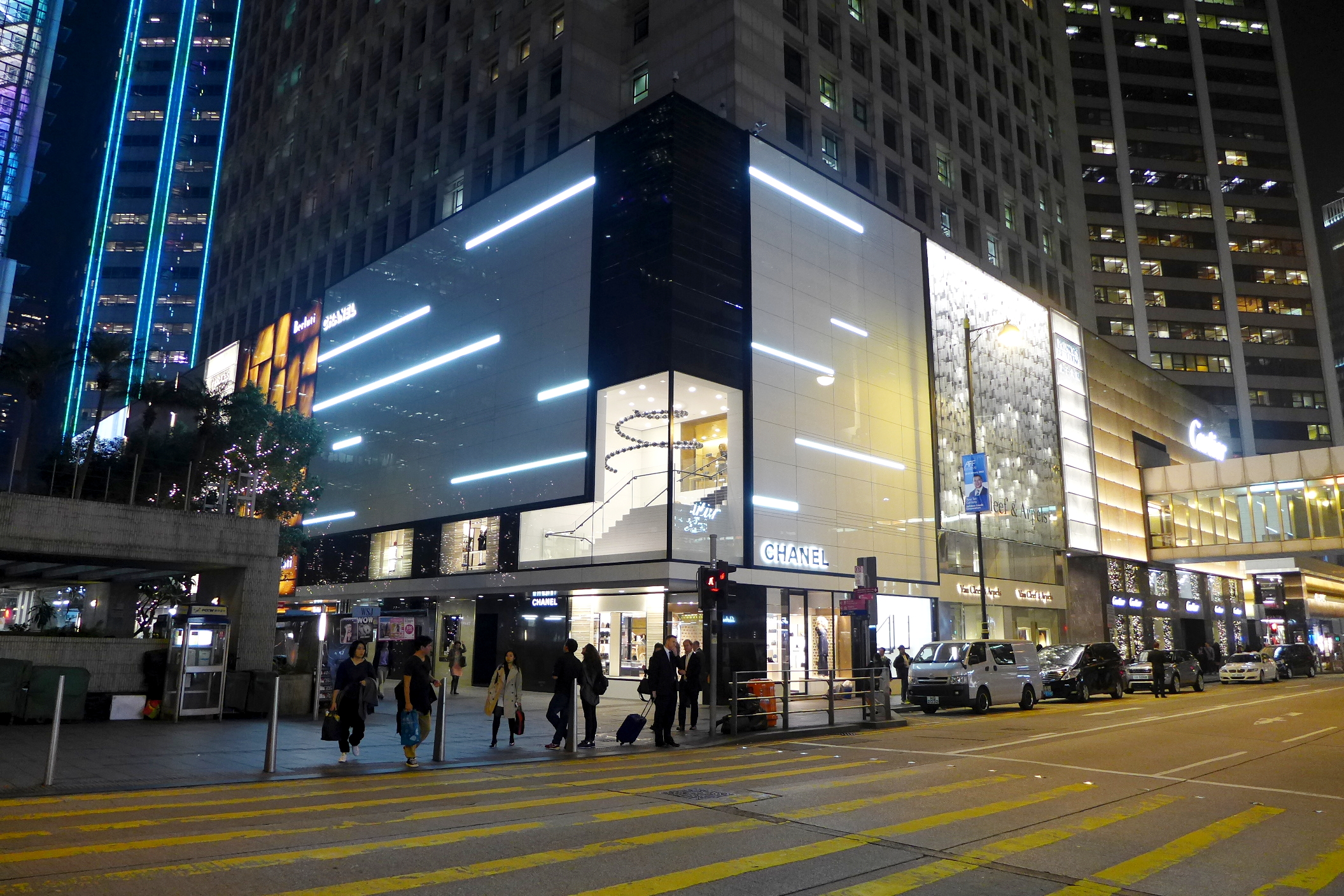
홍콩 프린스 빌딩의 샤넬 플래그십 스토어

샤넬은 2003년에 젊은 여성을 대상으로 한 코코 마드모아젤과 "인-비트윈 웨어"를 선보였고, 캄봉가에 두 번째 매장을 열었으며, 중완에 2,400 제곱피트 (220 m2) 규모의 부티크를 열고, 긴자에 있는 건물에 거의 US$5천만 달러를 지불했다.
2007년, 모린 시케가 CEO로 임명되었다. 그녀는 2016년 해임될 때까지 CEO직을 유지했다.
2018년, 샤넬은 글로벌 본사를 런던으로 이전한다고 발표했다. 같은 해 12월, 샤넬은 컬렉션에서 모피와 이국적인 가죽을 금지하겠다고 발표했다.
2019년 2월, 라거펠트는 85세의 나이로 사망했다. 패션 하우스에서 라거펠트와 30년 이상 함께 일했던 비르지니 비아르가 새로운 크리에이티브 디렉터로 임명되었다. 비아르는 2024년 6월 브랜드를 떠났다.
2021년 12월, 리나 네어가 글로벌 CEO로 임명되었다.
2024년 2월, 샤넬은 뉴욕 미드타운 맨해튼의 5번가에 억만장자의 거리 근처에 시계 및 고급 보석 전용 미국 플래그십 스토어를 열었다.
2024년 12월, 마티유 블라지가 샤넬의 차기 크리에이티브 디렉터로 임명되었다. 이전에는 이탈리아 가죽 제품 라인인 보테가 베네타의 크리에이티브 디렉터였으며, 그의 작업은 비평가들의 찬사와 상업적 성공을 거두었다.

### 전시회 및 회고전
팔레 갈리에라는 회고전 가브리엘 샤넬. 패션 선언 (2020년 10월 1일 – 2021년 8월 17일)을 선보였다. 이 전시는 나중에 미쓰비시 이치고칸 미술관 (도쿄), 빅토리아 국립미술관 (멜버른, 2021년 12월 3일 – 2022년 4월 25일)으로 이동했으며, 런던의 빅토리아 & 앨버트 박물관에서 (2023년 9월 16일) 개막할 예정이다.
티센보르네미사 국립 박물관 (마드리드)은 1915년과 1925년 사이의 작품을 아우르는 4부작 전시(2022년 10월 11일 – 2023년 1월 15일)를 통해 파블로 피카소와 가브리엘 샤넬 사이의 관계와 상호 영향을 탐구했다.
뉴욕의 금융 및 패션 중심지에서 매년 열리는 멧 갈라의 본고장인 메트로폴리탄 미술관은 2005년 (5월 5일-8월 7일) 코코 샤넬의 1920년대 디자인 작품을 기록한 전시를 통해 처음으로 이 하우스를 기렸다. 이 박물관의 코스튬 인스티튜트는 전 크리에이티브 디렉터인 카를 라거펠트를 기리는 사후 회고전을 공개할 예정이다 (5월 5일-7월 16일).

### 자선, 지속 가능성, 예술 및 문화
샤넬 재단은 샤넬 하우스의 자선 부문이다. 2011년에 설립된 이 단체의 주요 이니셔티브에는 더 큰 의료 옹호 촉진, 젠더 기반 폭력의 불균형 해결, "경제적 자율성 및 역량 강화 가속화"가 포함된다. 샤넬 재단은 아프리카, 아시아, 유럽, 라틴 아메리카, 영국 및 미국의 조직들과 협력해 왔다.
샤넬은 (2021년 6월) 기후 변화의 영향으로 고통받는 농부들을 돕기 위해 2천 5백만 달러를 기부하며 랜드스케이프 레질리언스 펀드에 핵심 투자를 발표했다. 회사는 또한 새로운 과학 기반 목표를 설정하고, 2022년에 97% 자연 유래 성분과 친환경 포장으로 디자인된 No.1 드 샤넬 뷰티 및 향수 라인을 출시했다. 샤넬 하우스는 또한 파리 기후 협약에 따라 2030년까지 탄소 발자국을 50% 줄이고, 2030년까지 가치 사슬에서 발생하는 배출량을 40% 줄이는 목표를 발표했다. 샤넬 미션 1.5 기후 행동 계획의 일환으로, 이 브랜드는 2025년까지 100% 재생 에너지로 전환할 것을 약속했다. 이 회사는 또한 친환경 트위드를 조달하고 있으며, 2024년까지 해상 운송을 통해 80%의 선적을 목표로 전환하고 있으며, 아프리카, 동남아시아, 라틴 아메리카 전역의 지역 사회에서 토지 및 생계 프로젝트를 지원하고 있다. 2024년 1월, 샤넬은 화장품 산업의 추적 가능성을 촉진하기 위해 15개 화장품 제조업체 컨소시엄인 지속 가능한 화장품을 위한 추적 가능성 연합(Traceability Alliance for Sustainable Cosmetics)과 함께 이니셔티브를 시작했다.

### 예술 및 문화
샤넬 문화 기금은 이 하우스의 글로벌 이니셔티브 및 파트너십 프로그램이다. 설립 이래 이 하우스는 국립 초상화 미술관 (런던), 퐁피두 센터 (파리), 파워 스테이션 (상하이)과 협력해 왔다. 이 기금은 공연 및 시각 예술 분야의 예술가 10명에게 연간 10만 유로의 상금(샤넬 넥스트 상)을 수여한다.
문화 기금의 글로벌 책임자인 야나 필은 하퍼스 바자와의 인터뷰에서 "전 세계적으로 복잡한 새로운 환경을 헤쳐나가는 시기에, 우리는 예술가들이 앞으로 나아갈 길을 구상하는 데 도움이 되는 혁신적인 아이디어를 창출한다는 것을 알고 있습니다. 샤넬은 항상 예술의 활력과 발전을 옹호해 왔으며, 이제 우리는 다음에 무엇이 올지 계획하는 문화 혁신가와 개척자를 지원하는 데 중점을 두어 기금을 통해 그 전통을 확장합니다."라고 말했다.

## 기업 정체성
샤넬 로고는 서로 맞물려 반대 방향으로 향하는 두 개의 C로 구성되어 있다. 이 로고는 니스 샤토 드 크레마에서 샤넬에게 주어졌으며, 첫 샤넬 매장이 설립될 때까지 상표로 등록되지 않았다.
이 로고는 일반적으로 "코코 샤넬"을 의미하는 것으로 알려져 있으며, 세계에서 가장 잘 알려진 로고 중 하나가 되었다. 또한 명성, 럭셔리, 계급의 상징이 되었다.
2022년, 샤넬은 케어와 UNHCR에 200만 유로를 기부했으며, 이 돈은 러시아의 침공 동안 우크라이나를 돕는 데 사용될 것이다.
전 세계적으로 샤넬 S.A.는 약 310개의 샤넬 부티크를 운영하고 있다. 아시아에 94개, 유럽에 70개, 중동에 10개, 북미에 128개, 중미에 1개, 남미에 2개, 오세아니아에 6개가 있다. 이 매장들은 부유한 지역, 보통 해러즈와 셀프리지스, 버그도프 굿먼, 니먼 마커스 및 색스 피프스 애비뉴와 같은 백화점, 주요 상업 거리, 쇼핑 지구, 그리고 공항 내에 위치해 있다. 2015년, 회사는 베벌리힐스 로데오 드라이브 400번지에 1억 5천 2백만 달러를 지불하여 기록을 세웠다. 이는 로스앤젤레스에서 소매 공간에 지불된 가장 비싼 금액이다. 2020년 10월, 회사는 런던의 플래그십 본드가 부티크를 3억 1천만 파운드에 매입했다.

### 상표
미국 내 샤넬 존재를 측정하는 한 가지 시간표는 미국특허청 (USPTO)에 등록된 상표를 통해 알 수 있다. 1924년 11월 18일 화요일, Chanel, Inc.는 활자체 상표 Chanel과 맞물린 CC 디자인 및 단어 상표에 대한 상표 출원을 제출했다. 그 당시 상표는 공통 금속 및 그 합금의 주요 분류에 속하는 향수, 세면도구 및 화장품에 대해서만 등록되었다. 샤넬은 USPTO에 페이스 파우더, 향수, 오드투알레트, 토일렛 워터, 립스틱, 그리고 블러셔에 대한 설명을 제공했다.
샤넬 및 더블 C 상표는 1925년 2월 24일 같은 날짜에 각각 일련번호 71205468 및 71205469로 부여되었다. 넘버5 향수에 대한 첫 상표 출원은 1926년 4월 1일 목요일에 향수 및 토일렛 워터로 설명되었다. 첫 사용 및 상업적 사용은 1921년 1월 1일로 명시되었다. 등록은 1926년 7월 20일 일련번호 71229497로 부여되었다.

#### 위조품 퇴치
다른 제조업체들과 마찬가지로 샤넬도 위조범들의 표적이다. 정품 클래식 샤넬 핸드백은 약 US$4,150에 판매되는 반면, 위조품은 보통 US$200 정도이다. 1990년대부터 모든 정품 샤넬 핸드백에는 번호가 매겨졌다.
2018년, 샤넬은 뉴욕 남부 연방 지방법원에 소송을 제기하여 더 리얼리얼(The RealReal)이 웹사이트에서 위조(가짜) 샤넬 제품을 호스팅하고 있으며, 고객들에게 두 회사 간에 제휴 관계가 있는 것처럼 암시하고 있다고 주장했다.
샤넬 위조품의 양이 많기 때문에, 샤넬 법무팀은 소비자들에게 "가짜와 정품 샤넬 제품 구별하기"에 대해 교육하는 웹사이트를 개설했다. 많은 패션 블로거들은 샤넬 제품과 같은 가짜 명품을 식별하는 방법에 대한 인식을 확산시키고 있다.

## 제품

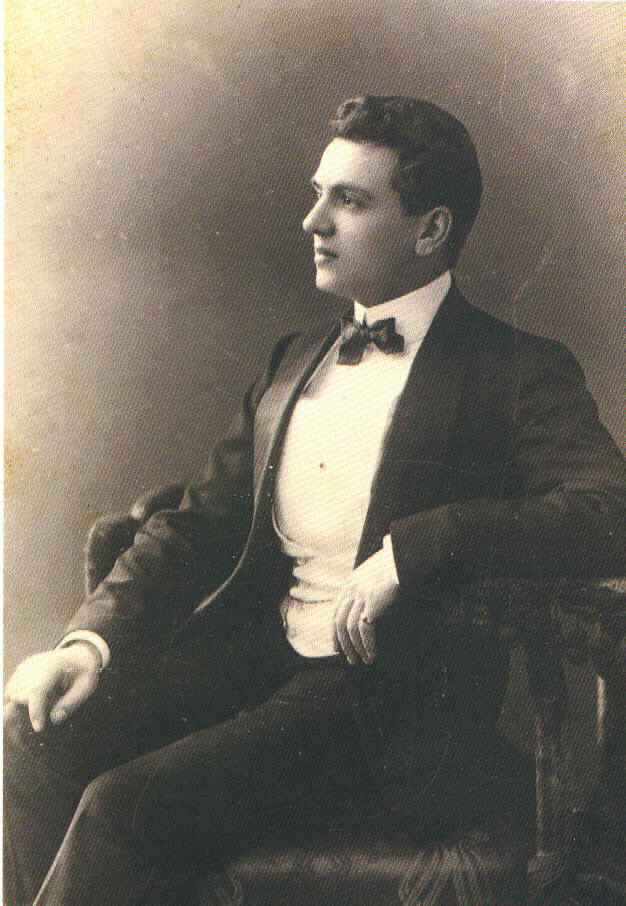
샤넬의 코: 조향사 어네스트 보(1881–1961)는 1921년에 No. 5 de Chanel을 만들었다.

샤넬은 1921년 어네스트 보가 만든 No. 5 향수를 1922년에 시장에 선보였다.

### 핸드백
1955년에 출시된 샤넬 2.55 핸드백은 어깨끈을 통합하여 두 손을 자유롭게 사용할 수 있게 함으로써 여성 패션에 혁명을 일으켰다. 수년에 걸쳐 샤넬은 고전적인 매력을 유지하면서도 핸드백 디자인을 지속적으로 업데이트해 왔다. 예를 들어, 1983년 카를 라거펠트는 현재 상징적인 더블 C 로고가 특징인 11.12 핸드백을 선보였다.
샤넬의 가격 전략은 브랜드의 독점성을 강화하기 위한 정기적인 인상을 포함한다. 예를 들어, 클래식 플랩 백은 출시 당시 220달러에서 최근에는 10,000달러 이상으로 가격이 올랐다. 이러한 조정은 재료 및 인건비 상승과 브랜드의 럭셔리 포지셔닝을 유지하기 위한 전략적 가격 결정에 의해 영향을 받는다.

### 향수
1924년, 피에르 베르트하이머는 향수와 화장품을 생산하고 판매하기 위해 파르퓸 샤넬을 설립했다. 이 향수 회사는 샤넬 S.A. 기업의 가장 수익성 높은 사업 부문으로 입증되었다. 설립 이래 파르퓸 샤넬은 네 명의 조향사를 고용했다.

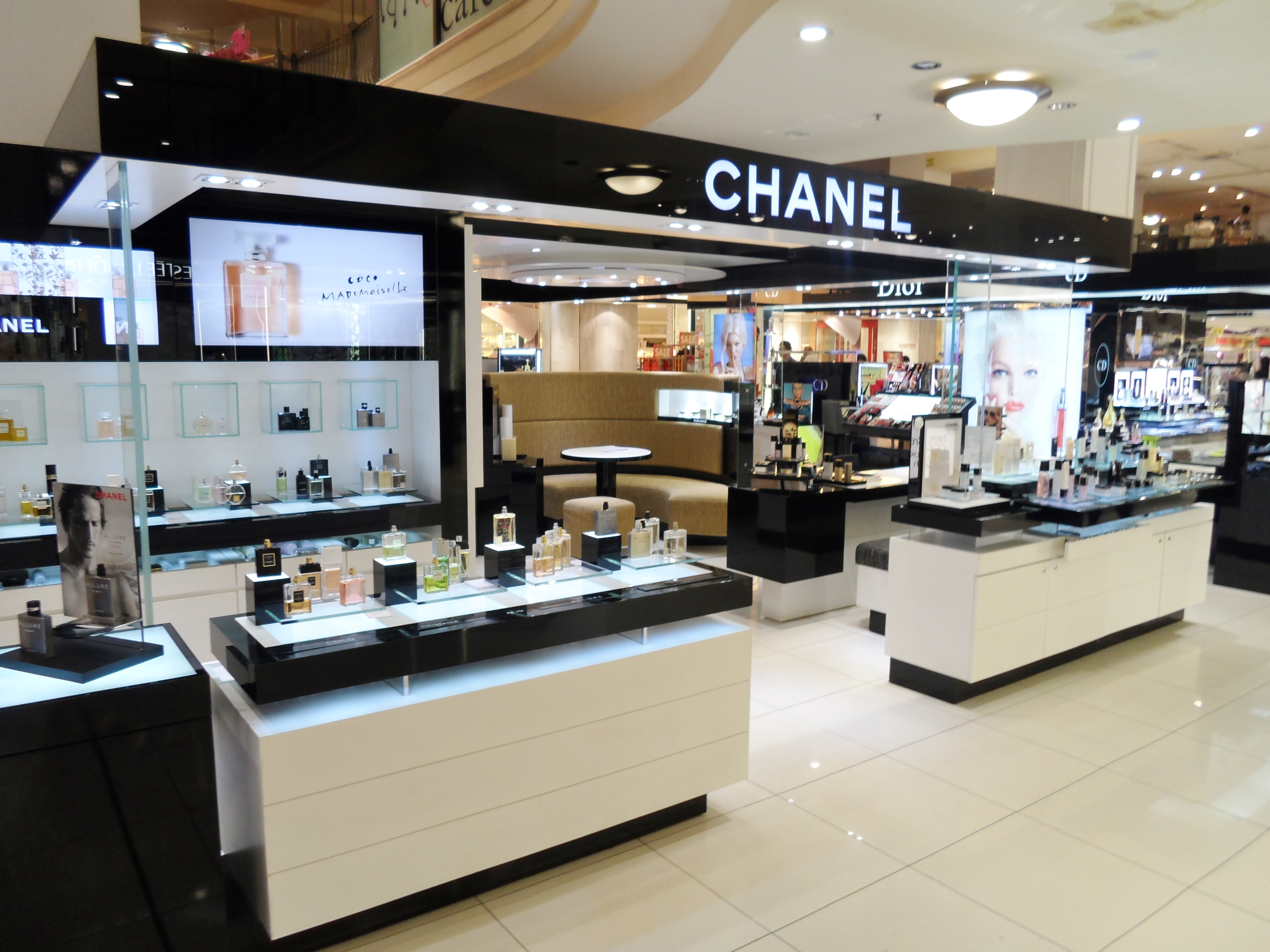
마이어 시드니 지점의 향수 및 스킨케어 카운터

- 어네스트 보 (1920–1961)
- 앙리 로베르 (1958–1978)
- 자크 폴주 (1978–2015)
- 올리비에 폴주 (2015–현재)

#### 향수
- 알뤼르 EDT
- 알뤼르 오 센슈엘 EDP
- 알뤼르 오 센슈엘 EDT
- 샹스 오 비브
- 샹스 오 프레쉬
- 샹스 오 땅드르
- 코코
- 코코 마드모아젤
- 코코 느와르
- 크리스탈
- 크리스탈 오 베르트
- 넘버5
- 넘버19
- 넘버19 푸드르
- 넘버22
- 가드니아
- 부아 데 질
- 뀌르 드 뤼시
- 오드콜롱
- 31 뤼 캄봉
- 넘버18
- 코로만델
- 벨 레스피로
- 28 라 포자 (샤넬의 프랑스 리비에라 별장 이름)[102]
- 시코모르
- 베이지
- 저지
- 1932
- 미지아
- 보이
- 1957
- 르 리옹 드 샤넬

#### 코롱
- 알뤼르 푸르 옴므
- 알뤼르 푸르 옴므 스포츠
- 알뤼르 푸르 옴므 오 익스트림
- 알뤼르 푸르 옴므 코롱 스포츠
- 알뤼르 옴므 에디션 블랑슈
- 안타이오스
- 에고이스트
- 플래티넘 에고이스트
- 블루 드 샤넬 오 드 투알레트
- 블루 드 샤넬 오 드 파르퓸
- 블루 드 샤넬 파르퓸
- 푸르 무슈

### 메이크업 및 스킨케어
화장품은 전 세계 백화점 카운터에서 가장 쉽게 구할 수 있는 샤넬 제품이며, 여기에는 해러즈, 갤러리 라파예트, 버그도프 굿먼, 허드슨 베이 및 데이비드 존스, 워주, 셀프리지스, 존 루이스 & 파트너스 및 부츠뿐만 아니라 자체 뷰티 부티크도 포함된다.

#### 제품 라인
- 마스카라
- 라 무스
- 이드라 뷰티
- 르 블랑
- 르 리프트
- 수블리마지
- 블루 세럼
- 라 솔루시옹 10 드 샤넬
- 뱀프 네일 폴리시
- N°1 라인 (홀리스틱 뷰티 및 친환경 원칙에 기반한 스킨케어 및 메이크업 제품)[104]

### 고급 보석
샤넬 '하이 주얼리'는 1932년 11월에 설립되었다. 샤넬은 파리 포부르 생토노레 저택에서 '비주 드 디아망'을 처음 선보였다. 또한 패션 디자이너가 만든 최초의 하이엔드 주얼리 컬렉션이기도 했다. '비주 드 디아망'은 별, 혜성, 달과 같은 천체 형태에서 영감을 받았다. 가브리엘 샤넬은 플래티넘과 옐로우 골드에 세팅된 화이트 및 옐로우 다이아몬드로 약 50여 점을 디자인했다. 이 컬렉션은 런던 다이아몬드 코퍼레이션과의 협업으로, 대공황 기간 동안 다이아몬드 거래를 활성화하기 위함이었다. 2012년, 이 회사는 디아망의 80주년을 기념하는 특별 컬렉션을 제작했다. 현재 컬렉션에는 하이 주얼리, 카멜리아, 코메트, 코코 크러쉬, 바로크, 1932, 울트라, 브라이덜 및 주얼리 시계가 포함된다.

### 시계
샤넬 손목 시계 부문은 1987년에 설립되었다. 1995년, 이 부문은 두 번째 디자인인 마테라세를 선보였다. 프레미에르와 마테라세 손목 시계는 성공적인 제품이었지만, 2000년에 세라믹 소재로 만들어진 유니섹스 스타일 손목 시계인 샤넬 J12 라인을 선보임으로써 샤넬 손목 시계를 샤넬 브랜드로 확립했다. J12 손목 시계 라인은 33mm, 38mm, 41mm, 42mm의 네 가지 다이얼 페이스 크기 모델을 특징으로 한다. 2008년, 샤넬 S.A.와 오데마 피게는 샤넬 하우스 전용의 세라믹 샤넬 AP-3125 시계를 개발했다.
2024년 현재, 샤넬은 MB&F의 지분 25%, F. P. 주른의 지분 20%, 그리고 로망 고티에의 미공개 지분을 보유하고 있다.

### 와인
샤넬은 샤토 로장 세글라, 샤토 카농, 생 쉬페리 에스테이트 빈야즈 & 와이너리, 그리고 코트 드 프로방스 AOP의 포르케롤 섬에 위치한 도멘 드 일레 와이너리를 소유하고 있다.

### 수영복
2018년, 샤넬은 남성용 맞춤 수영복 전문 브랜드인 올레바 브라운(Orlebar Brown)을 인수했다.

### 갤러리

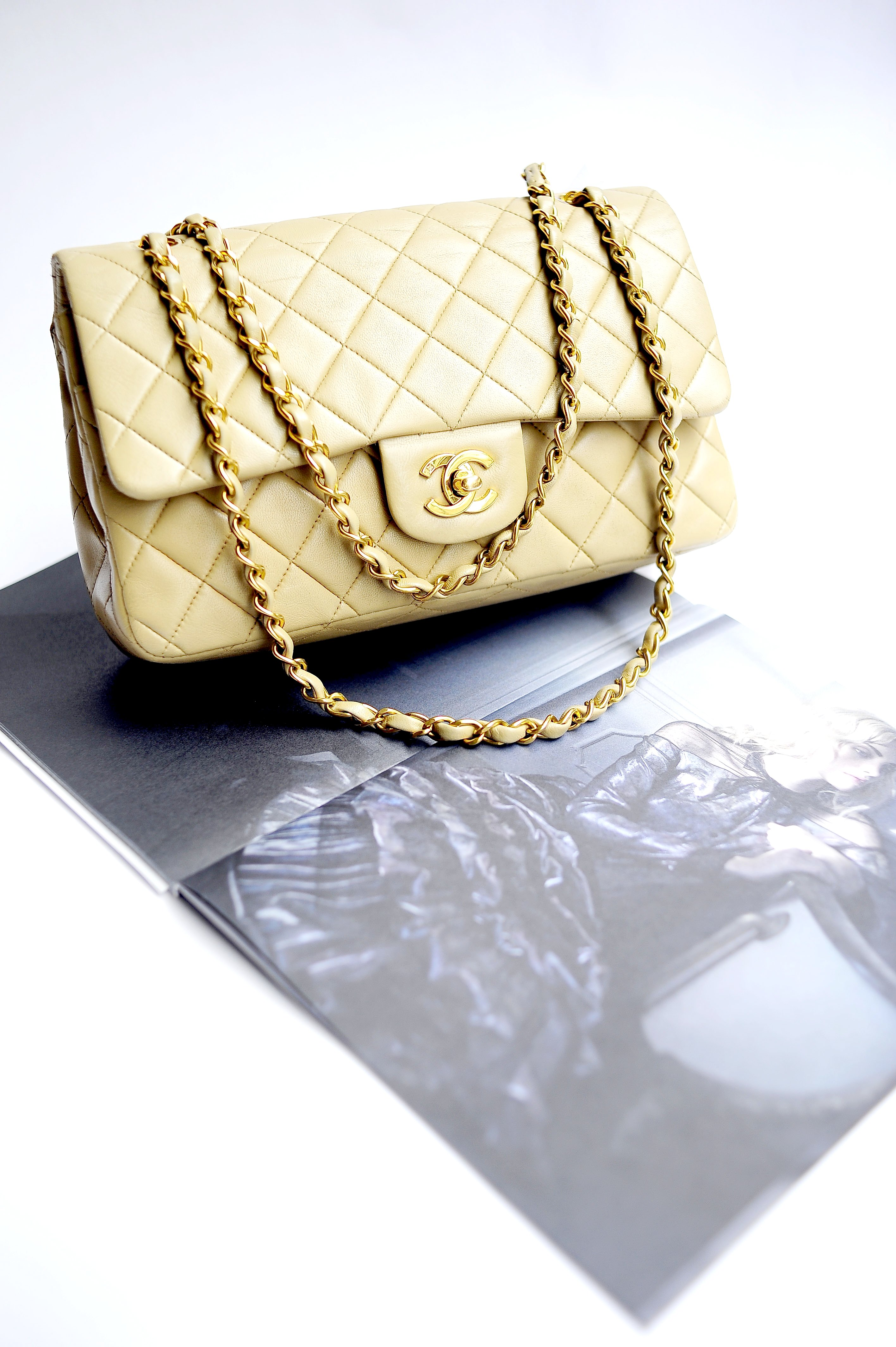
팔이나 어깨에 맬 수 있도록 조절 가능한 더블 사슬이 달린 퀼팅 가죽 샤넬 핸드백.
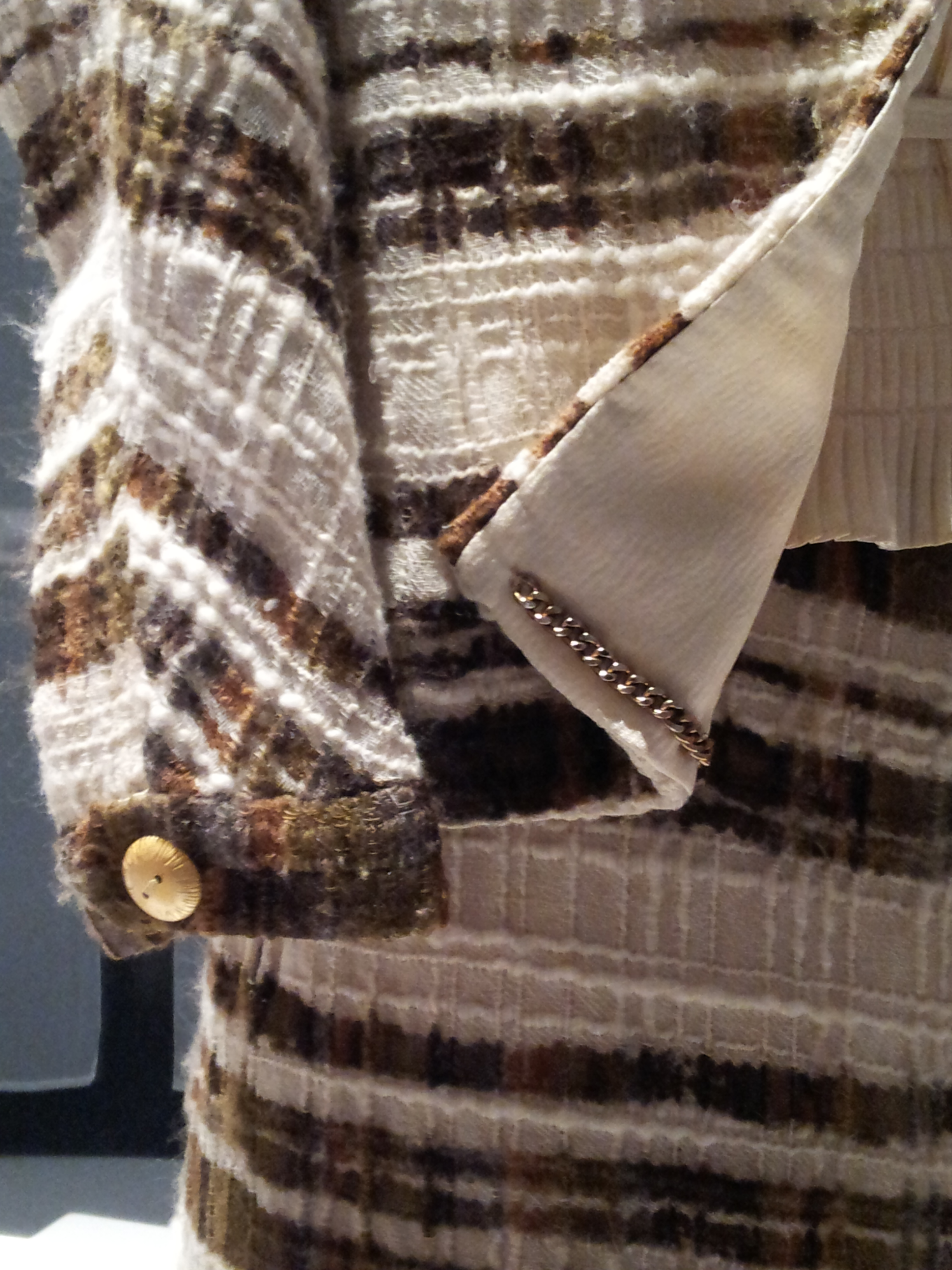
1965년 샤넬 슈트로, 샤넬 슈트 제작의 독특한 기법인 사슬을 보여준다. 이 사슬은 가벼운 소재에도 좋은 늘어짐을 주고, 옷단에 무게를 주어 슈트가 안정적으로 유지되도록 한다.
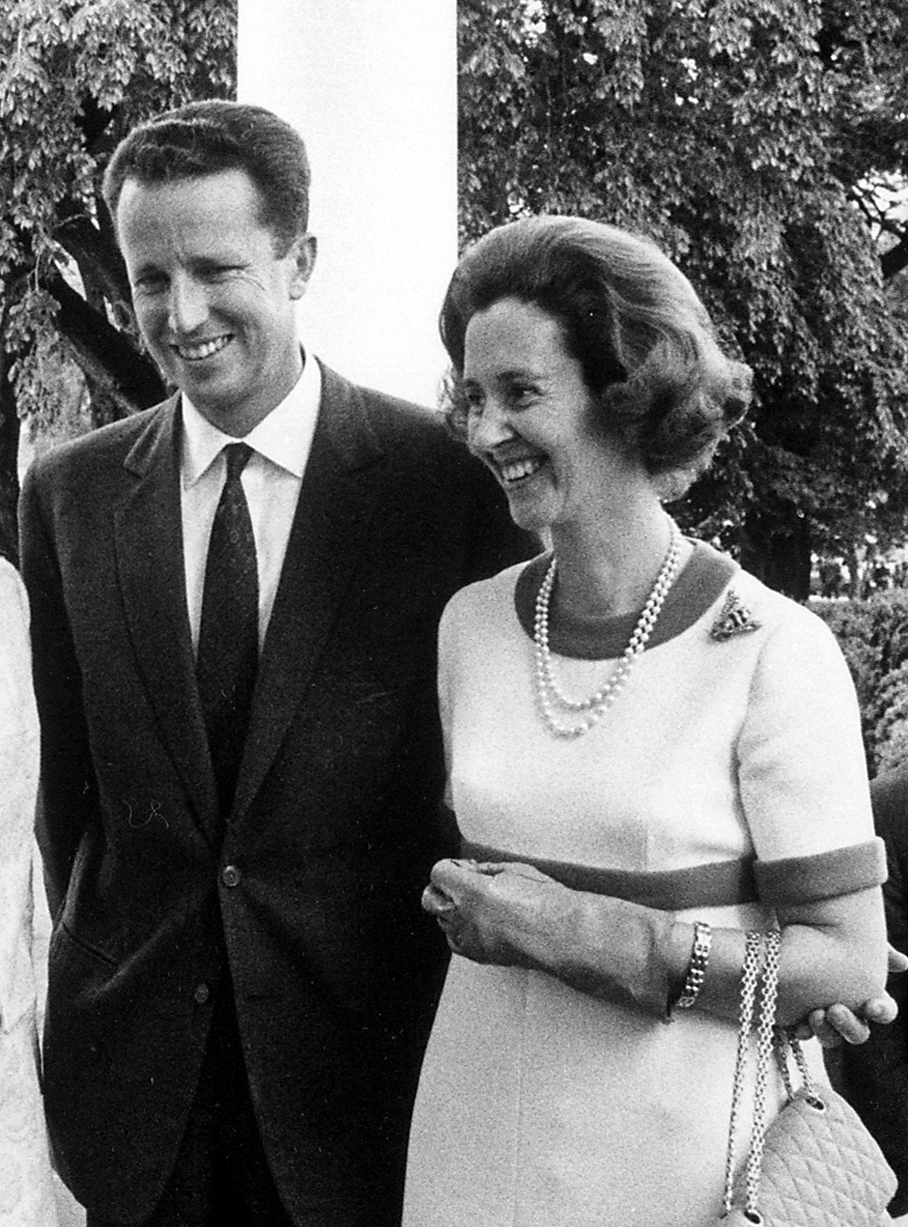
벨기에 보두앵 국왕과 파비올라 왕비가 1969년 퀼팅 가죽 샤넬 핸드백을 들고 닉슨 백악관을 방문했다.
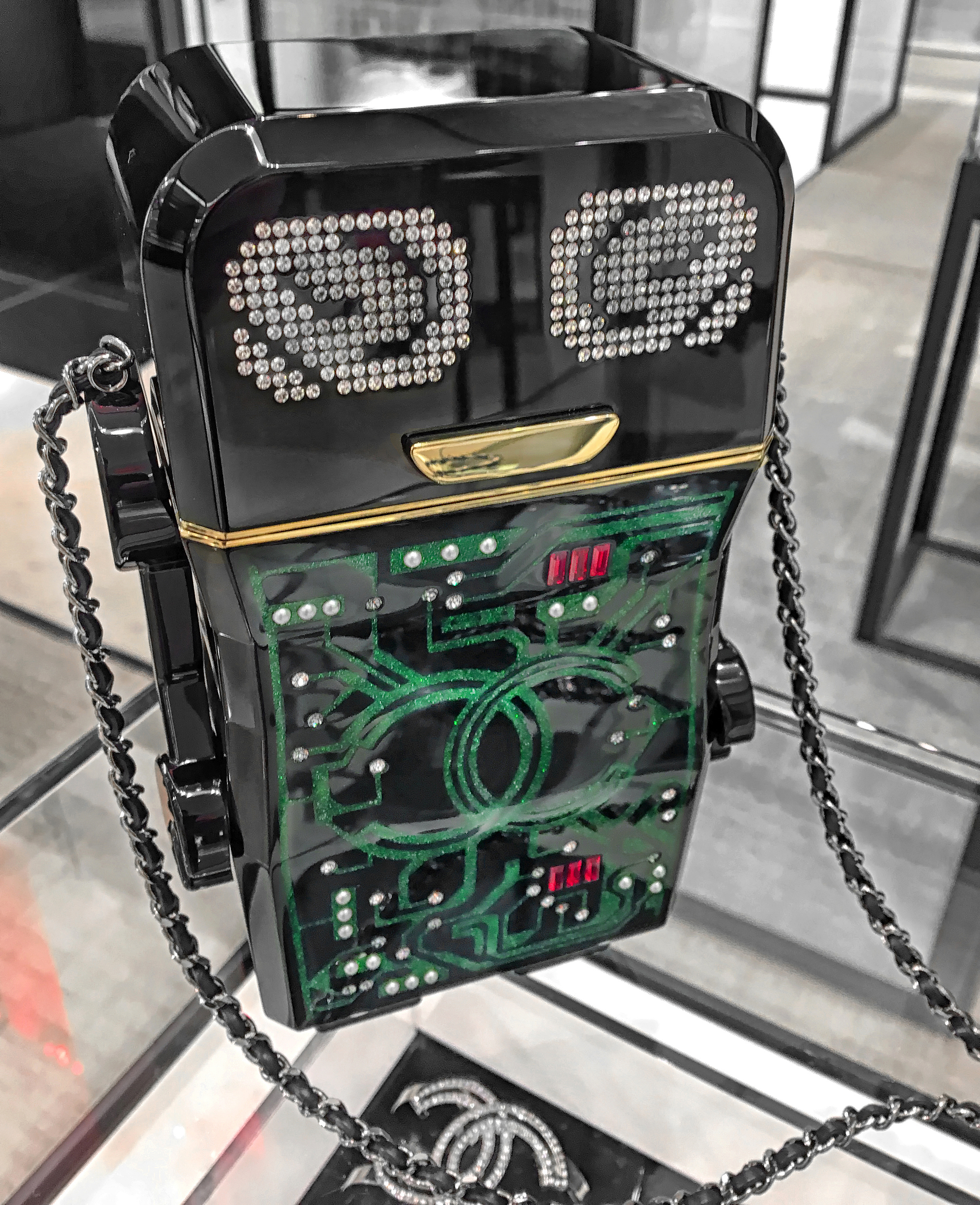
샤넬 오리지널 로봇 클러치

패션 컬렉션 및 런웨이 쇼
| 디자이너        | 시즌                                | 도시     | 장소                 | 발표 날짜        | 라인          | 테마                       | 판매        |
| --------------- | ----------------------------------- | -------- | -------------------- | ---------------- | ------------- | -------------------------- | ----------- |
| 카를 라거펠트   | 2010년 가을–겨울                    | 파리     | 그랑 팔레            | 2010년 7월 6일   | 오트쿠튀르    | 사자                       | 주문        |
| 카를 라거펠트   | 2011년 봄–여름                      | 파리     | 그랑 팔레            | 2010년 10월 5일  | 프레타포르테  | 오케스트라                 | 2011년 3월  |
| 카를 라거펠트   | 파리–비잔틴                         | 파리     | 캄봉가 31번지        | 2010년 12월 7일  | 프레타포르테  | 비잔틴 궁전                | 2011년 5월  |
| 카를 라거펠트   | 2011년 봄–여름                      | 파리     | 파빌롱 캄봉–카푸친   | 2011년 1월 25일  | 오트쿠튀르    | 발레                       | 주문        |
| 카를 라거펠트   | 2011년 가을–겨울                    | 파리     | 그랑 팔레            | 2011년 3월 8일   | 프레타포르테  | 얼어붙은 정원              | 2011년 9월  |
| 카를 라거펠트   | 2011년 크루즈                       | 앙티브   | 호텔 뒤 카프         | 2011년 5월 5일   | 크루즈 컬렉션 | 야외                       | 2011년 11월 |
| 카를 라거펠트   | 2011년 가을–겨울                    | 파리     | 그랑 팔레            | 2011년 7월 5일   | 오트쿠튀르    | 밤의 방돔 광장             | 주문        |
| 카를 라거펠트   | 2012년 봄–여름                      | 파리     | 그랑 팔레            | 2011년 10월 4일  | 프레타포르테  | 바다 밑과 피렌체           | 2012년 3월  |
| 카를 라거펠트   | 파리–뭄바이                         | 파리     | 그랑 팔레            | 2011년 12월 6일  | 프레타포르테  | 인도 궁전                  | 2012년 5월  |
| 카를 라거펠트   | 2012년 봄–여름                      | 파리     | 그랑 팔레            | 2012년 1월 24일  | 오트쿠튀르    | 비행 중인 비행기           | 주문        |
| 카를 라거펠트   | 2012년 가을–겨울                    | 파리     | 그랑 팔레            | 2012년 3월 6일   | 프레타포르테  | 쿼츠 월드                  | 2012년 9월  |
| 카를 라거펠트   | 2013년 크루즈                       | 베르사유 | 베르사유궁           | 2012년 5월 13일  | 크루즈 컬렉션 | 베르사유 정원              | 2012년 11월 |
| 카를 라거펠트   | 2012년 가을–겨울                    | 파리     | 그랑 팔레            | 2012년 7월 3일   | 오트쿠튀르    | 새로운 빈티지              | 주문        |
| 카를 라거펠트   | 2013년 봄–여름                      | 파리     | 그랑 팔레            | 2012년 10월 2일  | 프레타포르테  | 새로운 에너지              | 2013년 3월  |
| 카를 라거펠트   | 파리-에든버러                       | 린리스고 | 린리스고 궁전        | 2012년 12월 4일  | 프레타포르테  | 야만적인 로맨스            | 2013년 5월  |
| 카를 라거펠트   | 2013년 봄–여름                      | 파리     | 그랑 팔레            | 2013년 1월 22일  | 오트쿠튀르    | 숲                         | 주문        |
| 카를 라거펠트   | 2013년 가을–겨울                    | 파리     | 그랑 팔레            | 2013년 3월 5일   | 프레타포르테  | 세계 일주                  | 2013년 9월  |
| 카를 라거펠트   | 2014년 크루즈                       | 싱가포르 | 뎀프시 힐 육군 막사  | 2013년 5월 9일   | 크루즈 컬렉션 | 휴가                       | 2013년 11월 |
| 카를 라거펠트   | 2013년 가을–겨울                    | 파리     | 그랑 팔레            | 2013년 7월 2일   | 오트쿠튀르    | 미래                       | 주문        |
| 카를 라거펠트   | 2014년 봄–여름                      | 파리     | 그랑 팔레            | 2013년 10월 1일  | 프레타포르테  | 예술                       | 2014년 3월  |
| 카를 라거펠트   | 메티에 다르 파리-댈러스 2013–2014   | 댈러스   | 페어 파크            | 2013년 12월 11일 | 프레타포르테  | 텍사스/아메리카나          | 2014년 5월  |
| 카를 라거펠트   | 2014년 봄–여름                      | 파리     | 그랑 팔레            | 2014년 1월 21일  | 오트쿠튀르    | 스포츠                     | 주문        |
| 카를 라거펠트   | 2014년 가을–겨울                    | 파리     | 그랑 팔레            | 2014년 3월 4일   | 프레타포르테  | 샤넬 쇼핑 센터             | 2014년 9월  |
| 카를 라거펠트   | 2015년 크루즈                       | 두바이   | 더 월드              | 2014년 5월 14일  | 크루즈 컬렉션 | 아라비아                   | 2014년 11월 |
| 카를 라거펠트   | 2014년 가을–겨울                    | 파리     | 그랑 팔레            | 2014년 7월 8일   | 오트쿠튀르    | 피에드아테르               | 주문        |
| 카를 라거펠트   | 2015년 봄–여름                      | 파리     | 그랑 팔레            | 2014년 9월 30일  | 프레타포르테  | 샤넬 대로                  | 2015년 3월  |
| 카를 라거펠트   | 2015년 봄–여름                      | 파리     | 그랑 팔레            | 2015년 1월 27일  | 오트쿠튀르    | 종이 꽃                    | 주문        |
| 카를 라거펠트   | 2015년 가을–겨울                    | 파리     | 그랑 팔레            | 2015년 3월 10일  | 프레타포르테  | 브라세리                   | 2015년 9월  |
| 카를 라거펠트   | 2016년 크루즈                       | 서울     | 동대문 디자인 플라자 | 2015년 5월 4일   | 크루즈 컬렉션 | 케이팝                     | 2015년 11월 |
| 카를 라거펠트   | 2015년 가을–겨울                    | 파리     | 그랑 팔레            | 2015년 7월 7일   | 오트쿠튀르    | 카지노                     | 주문        |
| 카를 라거펠트   | 2016년 봄–여름                      | 파리     | 그랑 팔레            | 2015년 10월 6일  | 프레타포르테  | 공항                       | 2016년 3월  |
| 카를 라거펠트   | 2016년 봄–여름                      | 파리     | 그랑 팔레            | 2016년 1월 26일  | 오트쿠튀르    | 선(禪) 정원                | 주문        |
| 카를 라거펠트   | 2016년 가을–겨울                    | 파리     | 그랑 팔레            | 2016년 3월 8일   | 프레타포르테  | 세트 없음                  | 2016년 9월  |
| 카를 라거펠트   | 2017년 크루즈                       | 아바나   | 프라도 거리          | 2016년 5월 4일   | 크루즈 컬렉션 | 올드 아바나                | 2016년 11월 |
| 카를 라거펠트   | 2016년 가을–겨울                    | 파리     | 그랑 팔레            | 2016년 7월 5일   | 오트쿠튀르    | 아틀리에                   | 주문        |
| 카를 라거펠트   | 2017년 봄–여름                      | 파리     | 그랑 팔레            | 2016년 10월 4일  | 프레타포르테  | 메인프레임                 | 2017년 3월  |
| 카를 라거펠트   | 2017년 봄–여름                      | 파리     | 그랑 팔레            | 2017년 1월 24일  | 오트쿠튀르    | 거울                       | 주문        |
| 카를 라거펠트   | 2017년 가을–겨울                    | 파리     | 그랑 팔레            | 2017년 3월 7일   | 프레타포르테  | 우주 탐사                  | 2017년 9월  |
| 카를 라거펠트   | 메티에 다르 파리–함부르크 2017–2018 | 함부르크 | 엘프필하모니         | 2017년 12월 6일  | 프레타포르테  | 선원 유니폼                | 2018년 5월  |
| 카를 라거펠트   | 2018년 봄–여름                      | 파리     | 그랑 팔레            | 2018년 1월 23일  | 오트쿠튀르    | 프랑스 정원                | 주문        |
| 카를 라거펠트   | 2018년 크루즈                       | 파리     | 그랑 팔레            | 2018년 5월 3일   | 크루즈 컬렉션 | 크루즈                     | 주문        |
| 카를 라거펠트   | 2018년 가을–겨울                    | 파리     | 그랑 팔레            | 2018년 7월 3일   | 오트쿠튀르    | 아틀리에                   | 주문        |
| 카를 라거펠트   | 2019년 봄–여름                      | 파리     | 그랑 팔레            | 2018년 10월 3일  | 프레타포르테  | 바닷가 샤넬                | 주문        |
| 카를 라거펠트   | 메티에 다르 파리–뉴욕 2018–2019     | 뉴욕     | 메트로폴리탄 미술관  | 2019년 12월 6일  | 프레타포르테  | 고대 이집트                | 2019년 6월  |
| 카를 라거펠트   | 2019년 봄–여름                      | 파리     | 그랑 팔레            | 2019년 1월 23일  | 오트쿠튀르    | 거울                       | 주문        |
| 카를 라거펠트   | 2019년 가을–겨울                    | 파리     | 그랑 팔레            | 2019년 3월 6일   | 프레타포르테  | 눈 속의 샤넬 / 알프스 마을 | 2019년 9월  |
| 비르지니 비아르 | 2019년–2020년 크루즈                | 파리     | 그랑 팔레            | 2019년 5월 3일   | 크루즈 컬렉션 | 기차역                     | 2019년 11월 |
| 비르지니 비아르 | 2019년 가을–겨울                    | 파리     | 그랑 팔레            | 2019년 7월 2일   | 오트쿠튀르    | 코코의 서재                | 주문        |

## 같이 보기
- 호화 상품
- 나라별 호화 상표 목록
- 코코 샤넬